# موتور محتاج
موتور محتاج یک منطقهٔ مسکونی در ایران است که در دهستان گوهرکوه واقع شده‌است.